# (1668) Hanna
(1668) Hanna – planetoida z pasa głównego asteroid okrążająca Słońce w ciągu 4 lat i 256 dni w średniej odległości 2,8 au. Została odkryta 24 lipca 1933 roku w Landessternwarte Heidelberg-Königstuhl w Heidelbergu przez Karla Reinmutha. Nazwa planetoidy pochodzi od Hanny Reinmuth, synowej odkrywcy. Przed nadaniem nazwy planetoida nosiła oznaczenie tymczasowe (1668) 1933 OK.